# Flora Robson
Dame Flora McKenzie Robson (South Shields, 28 de março de 1902 – Brighton, 7 de julho de 1984) foi uma atriz e estrela inglesa do teatro e do cinema, particularmente conhecida por suas atuações em peças que exigem intensidade dramática e emocional.  Seu alcance se estendia de rainhas a assassinas.

## Vida
Flora McKenzie Robson nasceu em 28 de março de 1902 em South Shields, Condado de Durham,  de ascendência escocesa em uma família de seis irmãos. Muitos de seus antepassados eram engenheiros, principalmente na navegação.  Seu pai era um engenheiro de navios que se mudou de Wallsend perto de Newcastle para Palmers Green em 1907 e Southgate em 1910, ambos no norte de Londres, e mais tarde para Welwyn Garden City.
Ela foi educada na Palmers Green High School e na Royal Academy of Dramatic Art ,  onde ganhou uma medalha de bronze em 1921.
Seu pai descobriu que Flora tinha talento para a recitação e, a partir dos 5 anos, ela foi levada a cavalo e carruagem para recitar e competir em recitações. Isso estabeleceu um padrão que permaneceu com ela.
Robson fez sua estreia nos palcos em 1921.  Na década de 1930, ela estava aparecendo em vários filmes de destaque tanto no Reino Unido quanto em Hollywood, ao lado de estrelas como Laurence Olivier , Paul Muni e George Raft . Seu papel mais notável foi o da rainha Elizabeth I em Fire Over England (1937) e The Sea Hawk (1940).  Em 1934, Robson interpretou a Imperatriz Elizabeth em A Ascensão de Catarina, a Grande , de Alexander Korda (1934).  Ela foi indicada ao Oscar de melhor atriz coadjuvante por seu papel como Angelique Buiton, uma criada, em Saratoga Trunk (1945).  No mesmo ano, o público no Reino Unido e nos EUA assistiram sua performance hipnótica como Ftatateeta, a babá e confidente real e assassina sob comando da rainha Cleópatra de Vivien Leigh na adaptação para a tela de César de George Bernard Shaw . e Cleópatra (1945).
Após a Segunda Guerra Mundial , demonstrando seu alcance, ela apareceu em Holiday Camp (1947), o primeiro de uma série de filmes que apresentavam a família Huggett muito comum; como Irmã Philippa em Black Narcissus (1947); como magistrado em Good-Time Girl (1948); como candidato a deputado trabalhista em Frieda (1947); e no melodrama de fantasia Saraband for Dead Lovers (1948).  Seus outros papéis no cinema incluíram a Imperatriz Cixi em 55 Dias em Pequim (1963), Miss Milchrest em Murder at the Gallop (1963), a Rainha de Copas emAlice no País das Maravilhas (1972), e Lívia no abortado I, Claudius em 1937.
Ela lutou para encontrar uma posição no teatro depois que se formou na RADA com uma medalha de bronze, já que lhe faltava a boa aparência convencional, que era então um requisito absoluto para atrizes em papéis dramáticos. Depois de excursionar em pequenos papéis com a companhia de Shakespeare de Ben Greet , ela pode ter desempenhado pequenos papéis por duas temporadas na nova companhia de repertório em Oxford , mas seu contrato não foi renovado.  Ela foi informada de que eles precisavam de uma atriz mais bonita.  Incapaz de garantir qualquer compromisso de atuação, ela desistiu do palco aos 23 anos e começou a trabalhar como oficial de bem-estar na fábrica de Trigo Desfiado .em Welwyn Garden City.  Tyrone Guthrie , devido a dirigir uma temporada no novo Festival Theatre, em Cambridge, a convidou para se juntar a sua companhia.  Sua atuação como enteada em Seis Personagens em Busca de um Autor , de Pirandello , fez dela a conversa teatral de Cambridge.  Ela seguiu com Isabella em Medida por Medida com Robert Donat , Naked de Pirandello, o papel-título em Ifigênia em Tauris , Varya em The Cherry Orchard , e Rebecca West em Rosmersholm de Henrik Ibsen.
Em 1931, ela foi escalada como a adúltera Abbie em Desire Under the Elms , de Eugene O'Neill .  Sua aparição breve e chocante como a prostituta condenada na peça de James Bridie, The Anatomist , a colocou firmemente no caminho do sucesso. "Se você não se comove com o desempenho dessa garota, então você está imóvel" , escreveu o crítico do Observer . Este sucesso levaria à sua famosa temporada de 1933 como protagonista no Old Vic .
Ela continuou sua carreira de atriz até tarde na vida, embora não no palco do West End, do qual se aposentou aos 67 anos, muitas vezes para filmes de televisão americanos, incluindo uma produção pródiga de A Tale of Two Cities (no qual ela interpretou Miss Pross).  Ela também se apresentou para a televisão britânica, incluindo The Shrimp and the Anemone. Na década de 1960, ela continuou a atuar no West End , em Ring Round the Moon, The Importance of Being Earnest e Three Sisters , entre outros.

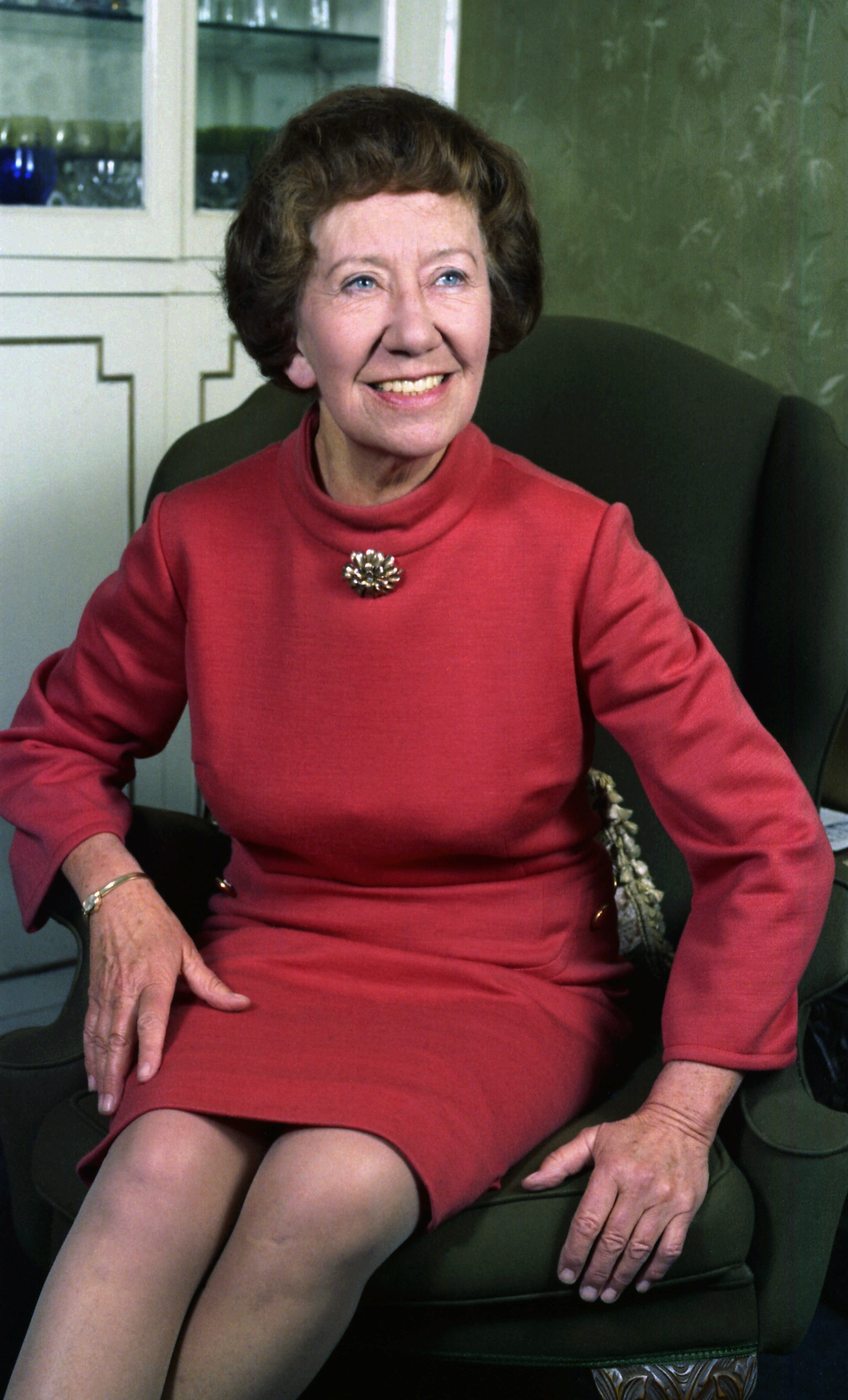
Flora em 1984

Ela continuou a atuar no cinema e na televisão. Ela foi vista pela última vez brevemente como uma Bruxa Estígia na aventura de fantasia Clash of the Titans em 1981. Tanto a BBC quanto a ITV fizeram programas especiais para comemorar seu aniversário de 80 anos em 1982, e a BBC fez uma curta temporada de seus melhores filmes.

## Prêmios e homenagens
Ela foi indicada ao Oscar de melhor atriz coadjuvante como Angelique Buiton, uma empregada haitiana , em Saratoga Trunk (1945).
Ela foi criada como Comandante da Ordem do Império Britânico (CBE) nas Honras do Ano Novo de 1952 e elevada a Comandante da Dama (DBE) nas Honras do Aniversário de 1960 .  Ela também foi o primeiro nome famoso a se tornar presidente do Brighton Little Theatre.
Em 4 de julho de 1958, ela recebeu um DLitt honorário da Universidade de Durham em uma congregação no Castelo de Durham.
Ela foi o tema de This Is Your Life em fevereiro de 1961, quando foi surpreendida por Eamonn Andrews no centro de Londres.

## Vida e morte pessoal
Sua vida privada era amplamente focada em sua grande família de irmãs, sobrinhos e sobrinhas, que usavam a casa em Wykeham Terrace, Brighton , que ela compartilhava com as irmãs Margaret e Shela.
Ela morreu em Brighton, aos 82 anos, enquanto dormia, de câncer. Ela nunca foi casada e não teve filhos.  As duas irmãs, com quem ela compartilhou sua vida e casa, morreram na mesma época: Shela pouco antes de Flora, em 1984, e Margaret em 1º de fevereiro de 1985.

## Legados
A Avenida Dame Flora Robson, construída em 1962, em Simonside, South Shields , recebeu o seu nome.  Há uma placa na casa em Wykeham Terrace, Dyke Road, Brighton, e também uma na porta da Igreja de São Nicolau , da qual Flora Robson foi uma grande defensora.
Há também uma placa comemorativa da inauguração do Prince Charles Theatre (Leicester Square, Londres) de Flora Robson.
Em 1996, o British Film Institute ergueu uma placa no número 14 Marine Gardens, local da outra casa de Flora em Brighton , onde ela morou de 1961 a 1976.
Uma placa em 40 Handside Lane em Welwyn Garden City registra Flora Robson vivendo lá de 1923 a 1925.
Uma placa azul patrocinada pelo Southgate District Civic Trust e a antiga escola de Robson, Palmers Green High School, foi revelada na casa de sua família de 1910 a 1921, The Lawe, 65, The Mall, Southgate, em 25 de abril de 2010.
Robson participou da abertura do Flora Robson Playhouse em Jesmond , Newcastle upon Tyne, em 1962, que foi nomeado em sua homenagem.  O edifício foi demolido em 1971 e a companhia de teatro que albergava mudou-se para o novo Teatro Universitário.

## Filmografia
| Ano  | Filme                                          | Pape                            | Observações                      |
| ---- | ---------------------------------------------- | ------------------------------- | -------------------------------- |
| 1931 | A Gentleman of Paris                           |                                 | Sem Créditos                     |
| 1932 | Dance Pretty Lady                              | Mrs. Raeburn                    |                                  |
| 1933 | One Precious Year                              | Julia Skene                     |                                  |
| 1934 | The Rise of Catherine the Great                | Empress Elisabeth               |                                  |
| 1934 | The Private Life of Don Juan                   | Undetermined Role               | Cenas deletadas do produto final |
| 1937 | Fire Over England                              | Queen Elizabeth I of England    |                                  |
| 1937 | Farewell Again                                 | Lucy Blair                      |                                  |
| 1937 | I, Claudius                                    | Livia                           |                                  |
| 1939 | Wuthering Heights                              | Ellen Dean                      |                                  |
| 1939 | Smith                                          | Mary Smith                      |                                  |
| 1939 | Poison Pen                                     | Mary Rider                      |                                  |
| 1939 | We Are Not Alone                               | Jessica Newcome                 |                                  |
| 1939 | Invisible Stripes                              | Mrs. Taylor                     |                                  |
| 1940 | The Sea Hawk                                   | Queen Elizabeth I               |                                  |
| 1941 | Bahama Passage                                 | Mrs. Ainsworth                  |                                  |
| 1944 | Two Thousand Women                             | Miss Manningford                |                                  |
| 1945 | Great Day                                      | Mrs. Liz Ellis                  |                                  |
| 1945 | Saratoga Trunk                                 | Angelique Buiton (in blackface) |                                  |
| 1945 | Caesar and Cleopatra                           | Ftatateeta                      |                                  |
| 1945 | Dumb Dora Discovers Tobacco                    |                                 |                                  |
| 1946 | The Years Between                              | Nanny                           |                                  |
| 1947 | Black Narcissus                                | Sister Philippa                 |                                  |
| 1947 | Frieda                                         | Nell                            |                                  |
| 1947 | Holiday Camp                                   | Esther Harman                   |                                  |
| 1948 | Good-Time Girl                                 | Miss Thorpe                     |                                  |
| 1948 | Saraband for Dead Lovers                       | Countess Platen                 |                                  |
| 1952 | The Tall Headlines                             | Mary Rackham                    |                                  |
| 1953 | Malta Story                                    | Melita Gonzar                   |                                  |
| 1954 | Romeo and Juliet                               | Nurse                           |                                  |
| 1957 | High Tide at Noon                              | Donna MacKenzie                 |                                  |
| 1957 | No Time for Tears                              | Sister Birch                    |                                  |
| 1958 | The Gypsy and the Gentleman                    | Mrs. Haggard                    |                                  |
| 1958 | Innocent Sinners                               | Olivia Chesney                  |                                  |
| 1959 | This Is the BBC                                |                                 |                                  |
| 1963 | 55 Days at Peking                              | Dowager Empress Tzu-Hsi         |                                  |
| 1963 | Murder at the Gallop                           | Miss Milchrest                  |                                  |
| 1964 | Guns at Batasi                                 | Miss Barker-Wise                |                                  |
| 1965 | Young Cassidy                                  | Mrs. Cassidy                    |                                  |
| 1965 | Those Magnificent Men in Their Flying Machines | Mother Superior                 |                                  |
| 1966 | 7 Women                                        | Miss Binns                      |                                  |
| 1967 | Eye of the Devil                               | Countess Estell                 |                                  |
| 1967 | The Shuttered Room                             | Aunt Agatha                     |                                  |
| 1967 | Cry in the Wind                                | Anasthasia                      |                                  |
| 1970 | Fragment of Fear                               | Lucy Dawson                     |                                  |
| 1971 | La grande scrofa nera                          | La Nonna                        |                                  |
| 1971 | The Beast in the Cellar                        | Joyce Ballantyne                |                                  |
| 1971 | The Beloved                                    | Antigone                        |                                  |
| 1972 | Alice's Adventures in Wonderland               | Queen of Hearts                 |                                  |
| 1975 | The Canterville Ghost                          | Mrs. Umney                      | Filme para a TV                  |
| 1978 | Les Misérables                                 | The Prioress                    | Filme para a TV                  |
| 1980 | Dominique                                      | Mrs. Davis                      |                                  |
| 1980 | Gauguin the Savage                             | Sister Allandre                 | Filme para a TV                  |
| 1980 | A Tale of Two Cities                           | Miss Pross                      | Filme para a TV                  |
| 1981 | Clash of the Titans                            | A Stygian Witch                 | Seu último papel                 |